# Ida Maze
Ida Maze, auch Maza oder Massey (geboren als Ida Schimowna Schukowskaja, russisch Ида Шимоновна Шуковская 9. Juli 1893 im Gouvernement Minsk, Russisches Kaiserreich; gestorben 13. Juni 1962 in Montreal), war eine kanadische Schriftstellerin des Jiddischen.

## Leben
Ida Schukowskaja war eines von sieben Kindern des Gastwirts Schimon Schukowski und der Muscha Gowesnjanskaja. Sie wurde im Dorf Ugli bei Kapyl, Minskaja Woblasz südlich der Gouvernementshauptstadt Minsk geboren. Der jiddische Schriftsteller Mendele Moicher Sforim war ein Verwandter. Sie wurde zu Hause erzogen und besuchte nur ein Jahr den Cheder. 1907 emigrierte die Familie nach Nordamerika und ließ sich 1908 in Montreal nieder. 1912 heiratete sie den Textilhändler Alexander Massey (geboren als Ellie-Gershon Maze, ca. 1893–1961), der 1924 geborene Literaturwissenschaftler Irving Massey ist einer ihrer drei Söhne.
Als ihr ältester Sohn Bernard 1928 starb, begann sie vermehrt Gedichte in jiddischer Sprache zu schreiben und veröffentlichte 1931 ihren ersten Gedichtband A Mame. Es folgten vier Bände mit vorwiegend Kindergedichten. Die autobiografische Erzählung über ihre eigene Kindheit Dineh erschien postum 1970.
Maze veröffentlichte ihre Gedichte auch in Zeitschriften und Anthologien. Zwischen 1935 und 1937 war sie Mitherausgeberin der Zeitschrift Heftn. Maze war in Montreal Mittelpunkt eines literarischen Salons jiddischer Künstler.

## Werke
- A Mame. Montreal, 1931
- Lider far kinder. Warschau, 1936
- Naye lider. Montreal, 1941
- Vakhsn mayne kinderlech. Montreal, 1954
- M. M. Shafir (Hrsg.): Dineh: Autobiografishe dertseylung. Montreal, 1970